# Vippslide
Vippslide (Aconogonon divaricatum), ibland kallad knäa, är en art i familjen slideväxter från östra Ryssland, Mongoliet, Kina och Korea.

## Synonymer
Aconogonon divaricatum var. micranthum (Ledeb.) Yong J.Li
Persicaria divaricata (L.) H. Gross
Pleuropteropyrum divaricatum (L.) Nakai
Polygonum divaricatum L.
Polygonum divaricatum var. glabrum Meisn.
Polygonum divaricatum var. micranthum Ledeb.